# Perlodes microcephalus
Perlodes microcephalus és una espècie d'insecte plecòpter pertanyent a la família dels perlòdids.
present a Europa (Àustria, els estats bàltics, Irlanda
, Bèlgica, Bulgària, Txèquia, Dinamarca, Eslovàquia
, França, Alemanya, Grècia, Itàlia, Luxemburg, Montenegro, els Països Baixos, els territoris de l'antiga República Federal Socialista de Iugoslàvia, l'Espanya (incloent-hi Andalusia
, la serra de Guadarrama, Galícia i les capçaleres d'alguns rius de la conca hidrogràfica del Segre)
, Polònia, Romania, Suïssa, Rússia, Ucraïna, Eslovènia i la Gran Bretanya) i Àsia (l'Iran i Turquia, incloent-hi el Caucas).
Presenta un ritme de creixement molt ràpid (al voltant dels 2 cm en un sol any) i els adults arriben als quatre cm de llargària.
En el seu estadi immadur és aquàtic i viu a l'aigua dolça (des dels corrents ràpids dels trams alts amb substrat de pedres i còdols fins als trams baixos i els llacs), mentre que com a adult és terrestre i volador. A la península Ibèrica ha estat capturat entre 340 i 2.700 m d'altitud.
Les nimfes són actius depredadors aquàtics de larves d'altres insectes (sobretot, de dípters i tricòpters), mentre que els adults, voladors, cacen de nit.